# Charlotte Voll
Charlotte Voll (Karlsruhe, 22 aprile 1999) è una calciatrice tedesca, portiere del Bayer Leverkusen.

## Carriera
Il 7 agosto 2023, Voll viene ingaggiata a titolo definitivo dal Bayer Leverkusen, nella Frauen-Bundesliga tedesca.

## Statistiche

### Presenze e reti nei club
Statistiche aggiornate al 18 maggio 2025.
| Stagione                | Squadra                 | Campionato              | Campionato | Campionato | Coppe nazionali | Coppe nazionali | Coppe nazionali | Coppe internazionali | Coppe internazionali | Coppe internazionali | Altre coppe | Altre coppe | Altre coppe | Totale | Totale |
| Stagione                | Squadra                 | Comp                    | Pres       | Reti       | Comp            | Pres            | Reti            | Comp                 | Pres                 | Reti                 | Comp        | Pres        | Reti        | Pres   | Reti   |
| ----------------------- | ----------------------- | ----------------------- | ---------- | ---------- | --------------- | --------------- | --------------- | -------------------- | -------------------- | -------------------- | ----------- | ----------- | ----------- | ------ | ------ |
| 2017-2018               | Paris Saint-Germain     | D1                      | 0          | 0          | CF              | 0               | 0               | -                    | -                    | -                    | -           | -           | -           | 0      | 0      |
| 2018-2019               | Paris Saint-Germain     | D1                      | 0          | 0          | CF              | -               | -               | UWCL                 | -                    | -                    | -           | -           | -           | 0      | 0      |
| 2019-2020               | Sand                    | FB                      | 8          | 0          | CG              | 1               | 0               | -                    | -                    | -                    | -           | -           | -           | 9      | 0      |
| 2020-2021               | Paris Saint-Germain     | D1                      | 0          | 0          | CF              | 1               | 0               | UWCL                 | 1                    | 0                    | -           | -           | -           | 2      | 0      |
| 2021-2022               | Paris Saint-Germain     | D1                      | 2          | 0          | CF              | -               | -               | UWCL                 | 0                    | 0                    | -           | -           | -           | 2      | 0      |
| Totale Paris SG         | Totale Paris SG         | Totale Paris SG         | 2          | 0          | -               | 1               | 0               | -                    | 1                    | 0                    | -           | -           | -           | 5      | 0      |
| 2022-2023               | Altach/Vorderland       | FB                      | 17         | -17        | CA              | 0               | 0               | -                    | -                    | -                    | -           | -           | -           | 17     | -17    |
| 2023-2024               | Bayer Leverkusen        | FB                      | -          | -          | CG              | -               | -               | -                    | -                    | -                    | -           | -           | -           | 9      | 0      |
| 2024-2025               | Bayer Leverkusen        | FB                      | 2          | -4         | CG              | 0               | 0               | -                    | -                    | -                    | -           | -           | -           | 9      | 0      |
| Totale Bayer Leverkusen | Totale Bayer Leverkusen | Totale Bayer Leverkusen | 2          | -4         | -               | 0               | 0               | -                    | -                    | -                    | -           | -           | -           | 2      | -4     |
| Totale carriera         | Totale carriera         | Totale carriera         | 21         | -21        | -               | 2               | 0               | -                    | 1                    | 0                    | -           | -           | -           | 24     | -21    |

## Palmarès

### Club
- Campionato francese: 1

Paris Saint-Germain: 2020-2021
- Coppa di Francia: 1

Paris Saint-Germain: 2017-2018